# Теплицкие союзные соглашения (1813 года)
 Теплицкие союзные соглашения  – соглашения между Россией, Австрией, Пруссией в войне против Наполеона. Соглашения подписали с российской стороны граф Нессельроде, с австрийской –  граф Меттерних, с прусской барон –  Гарденберг 9 сентября 1813 года в городе Теплиц.

## Предыстория
Одновременно с победой армии Наполеона над союзной Богемской армией  под Дрезденом, последовала серия побед союзных сил при Гросберене, на реке Кацбах и  под Кульмом. Положение дел кардинально изменилось. Мотивация союзных войск многократно возросла. Прибыли свежие австрийские резервы, а также  Польская армия генерала  Беннигсена ( 70 тыс. человек).  Напротив,  армия Наполеона  понесла существенный урон - до  100 000 чел. Союзные армии оказались в два раза сильнее. Указанные обстоятельства имели «весьма решительные последствия» в деле сплочения держав коалиции. Соглашениями от 9 сентября 1813 года в городе Теплиц Австрия, Россия и Пруссия упрочили свой союз.

## Содержание соглашений
Соглашения между Россией – Австрией, Россией – Пруссией были похожи друг на друга и  состояли из дух частей: несекретной и секретной.
Согласно  первой части стороны обязывались взаимно помогать друг другу корпусами численностью в 60 тыс. чел. в случае «если бы тому или другому из них предстояло подвергнуться нападению»
Согласно второй части стороны обязывались:
1.	Восстановить Австрию и Пруссию в границах 1805 года.
2.	Упразднить Рейнский Союз.
3.	Брауншвейг – Люнебургскому дому возвратить Ганновер и другие владения в Германии.
4.	 Соглашением между Пруссией, Россией и Австрией определить судьбу герцогства Варшавского.
Стороны также обязывались  для продолжения войны держать «постоянно в походе» армии численностью не менее 150 000 человек».

## Итог
Император Александр I, который фактически осуществлял верховное руководство союзными силами, и его  министр иностранных дел граф Нессельроде с момента подписания соглашений «имели полное основание думать, что их политика будет увенчана полнейшим успехом. Франция не в состоянии будет устоять против европейской коалиции, а Россия достигнет намеченной цели: обеспечения не только своей национальной независимости, но и независимости всех остальных Европейских держав».
 Император Александр мог надеяться на водворение в Европе порядка вещей более согласного с независимостью и законными желаниями народов и менее подвергнутого опасности служить ареною  для властолюбивых замыслов одного лица.